# لوران جانس
لوران جانس (بالفرنسية: Laurent Jans)‏ (5 أغسطس 1992 بلوكسمبورغ في لوكسمبورغ - ) هو لاعب كرة قدم لوكسمبورغي في مركزي الظهير والدفاع. شارك مع منتخب لوكسمبورغ تحت 19 سنة لكرة القدم ومنتخب لوكسمبورغ تحت 21 سنة لكرة القدم ومنتخب لوكسمبورغ لكرة القدم. أما مع النوادي، فقد لعب مع فاسلاند بيفيرين ونادي فولا إيش وFF Norden 02 ‏.

## مسيرته الكروية
لعب لوران جانس خلال مسيرته الاحترافية مع 4 أندية في تسعة مواسم وسجل خلالها 3 أهداف ضمن 221 مباراة. ولم يفز بأي موسم بالكأس وفاز في موسمين بالدوري.
خاض لوران جانس مسيرته مع نادي فولا إيش في موسم 2011–12 ليلعب معه أربعة مواسم، مشاركًا في 89 مباراة سجل خلالها هدفًا واحدًا. ثم انتقل إلى نادي فاسلاند بيفيرين في موسم 2015–16 واستمر معه طيلة ثلاثة مواسم، حيث شارك في 101 مباراة سجل خلالها هدفين. لينتقل بعدها إلى نادي ميتز في موسم 2018–19 لمدة موسم واحد، مشاركًا في 9 مباريات ولم يسجل أي هدف. ثم انتقل إلى نادي بادربورن 07 في موسم 2019–20 لمدة موسم واحد، مشاركًا في 22 مباراة ولم يسجل أي هدف أيضًا.

## وصلات خارجية
- لوران جانس على موقع الاتحاد الدولي (مؤرشف)  (الإنجليزية)
- لوران جانس على موقع الاتحاد الأوربي (الإنجليزية)
- لوران جانس على موقع قاعدة بيانات كرة القدم.إي يو (الإنجليزية)
- لوران جانس على موقع ناشيونال فوتبول تيمز (الإنجليزية)
- لوران جانس على موقع Soccerway.com (الإنجليزية)
- لوران جانس على موقع عالم كرة القدم.نت (الإنجليزية)
- لوران جانس على موقع AS.com (الإسبانية)